# Бој
Бој је организована борба или сукоб војних јединица на копну или мору (простору под називом „бојиште”), чији резултат утиче на постизање оперативног циља. То је скуп борби тактичких јединица под једном командом и повезаних са циљем операције.
У оквиру општих дејстава јединица, бој може бити самосталан или у склопу битке или стратешких операција. Његова основна обиљежја изучава оператика.
Граница између боја и битке се не може увијек јасно повући. Разлика између боја и борбе у ужем смислу је циљ који се постиже. То може бити уништење или разбијање јединица противника или овладавање оперативно-тактичким објектима.